# Howtaszat
Howtaszat – wieś w Armenii, w prowincji Ararat. W 2011 roku liczyła 3207 mieszkańców.